# Чертіж (Стрийський район)
Черті́ж — село в Україні, в Стрийському районі Львівської області. До 2020 року було центром сільської ради. Наразі належить до Журавненської селищної громади. Населення становить 638 осіб.
Біля мурованої церкви стояла дзвіниця, яка в 1950-тих роках була переобладнана в тимчасову каплицю, через аварійний стан (падала) громадою села була розібрана заради безпеки, дзвін поміщений на нову дзвіницю..

## Політика

### Парламентські вибори, 2019
На позачергових парламентських виборах 2019 року у селі функціонувала окрема виборча дільниця № 460416, розташована у приміщенні народного дому.
Результати
- зареєстровано 340 виборців, явка 66,47%, найбільше голосів віддано за «Слугу народу» — 25,22%, за «Європейську Солідарність» — 24,78%, за партію «Голос» — 14,16%.[4] В одномандатному окрузі найбільше голосів отримав Андрій Кіт (самовисування) — 46,64%, за Андрія Гергерта (Всеукраїнське об'єднання «Свобода») — 13,00%, за Володимира Наконечного (Слуга народу) — 11,66%[5].

## Люди
В селі народилися український письменник Згарський Євген Якович (1834—1892) та український художник Савчин Петро Гаврилович (1923—2003).